# Martinsville Speedway

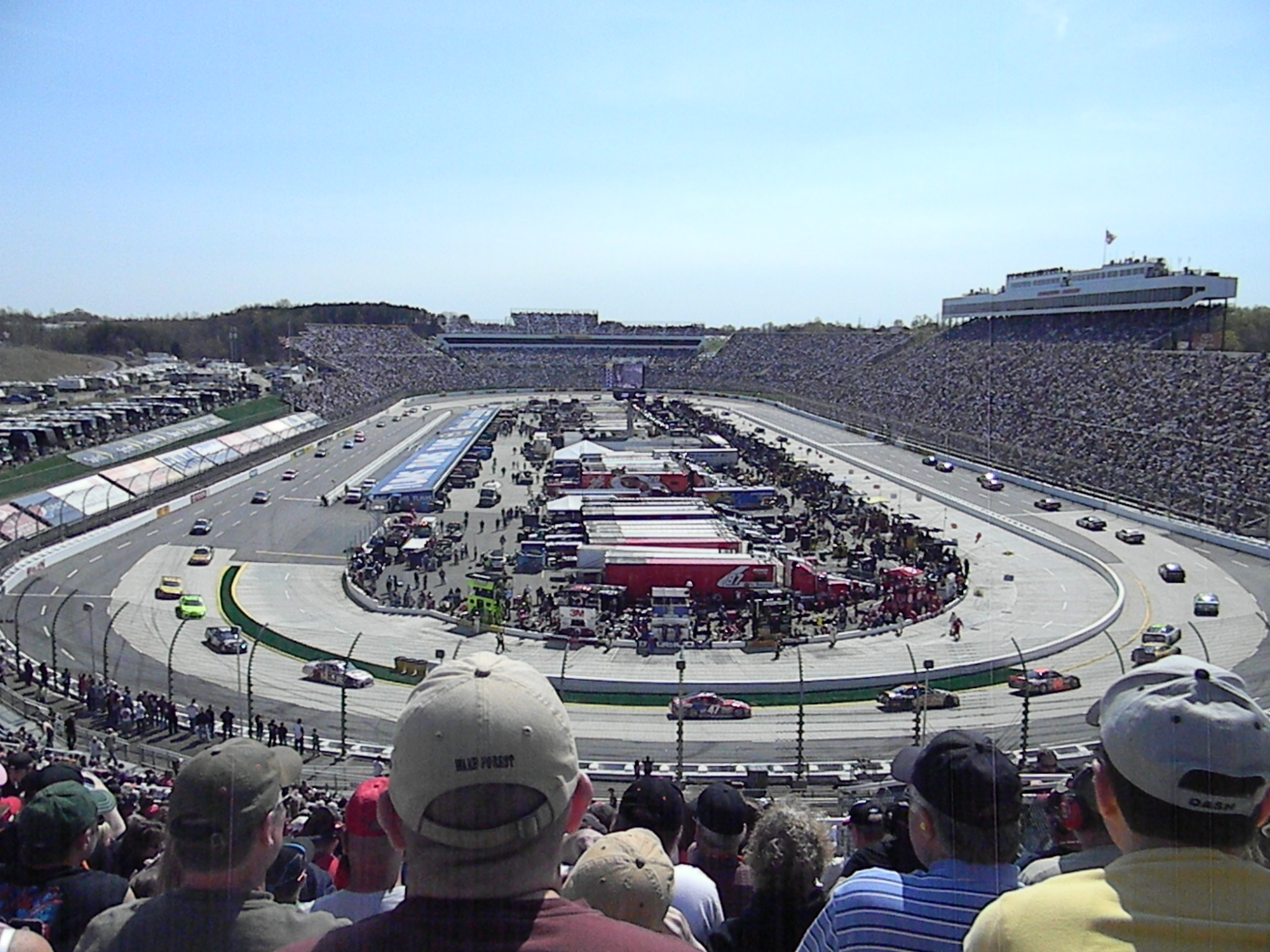
Martinsville Speedway

Martinsville Speedway är en kort oval i Ridgeway söder om Martinsville, Virginia, USA, som är med i Nascar:s alla serier med dubbla tävlingar. Den var en av Nascar:s första asfaltsbelagda banor, och även idag är det mesta i asfalt, även om kurvorna har betongunderlag.

## Historia
Martinsville kan beskrivas som gemformad, och har 12 graders bankning i kurvorna. Eftersom den bara är 826 meter lång gör det den till extremt tajt, vilket gör att den har Nascar:s lägsta snittfart och toppfart av alla ovaler. Den byggdes 1948 och det har hållits Nascar-tävlingar där ända sedan dess. Banans mest framgångsrike förare är Richard Petty med nio segrar. Det stora problemet i Nascar med banan handlar om att bromsarna påfrestas hårt under de 500 varven, och det är även jobbigt för förarna om det är varmt, eftersom det svänger djupt så ofta och så länge.